# Banjarmasin (Penengahan)
Banjarmasin is een bestuurslaag in het regentschap Lampung Selatan van de provincie Lampung, Indonesië. Banjarmasin telt 1677 inwoners (volkstelling 2010).